# Talal Jebreen
Talal Jebreen (arabisch طلال الجبرين, DMG Ṭalāl al-Ǧibrīn; * 25. September 1973) ist ein ehemaliger saudi-arabischer Fußballspieler.

## Karriere

### Klub
Er spielte mindestens ab der Saison 1991/92 bei al-Riyadh und gewann mit seiner Mannschaft in der Saison 1993/94 den Pokal. Nach der Spielzeit 2001/02 beendete er hier seine Karriere.

### Nationalmannschaft
Seinen ersten bekannten Einsatz für die saudi-arabische Nationalmannschaft hatte er über die volle Spielzeit bei einem 0:0-Freundschaftsspiel gegen die USA am 25. Mai 1994. Ein paar Tage später war er auch im zweiten Vorbereitungsspiel zur Weltmeisterschaft 1994 gegen  Trinidad und Tobago aktiv. Bei der WM 1994 selbst kam er in allen drei Gruppenspielen zum Einsatz, nach dem Turnier jedoch nicht mehr.